# Locustella fluviatilis
Locustella fluviatilis là một loài chim trong họ Locustellidae.